# 颜厝镇
颜厝镇，是中华人民共和国福建省漳州市龙海区下辖的一个乡镇级行政单位。

## 行政区划
颜厝镇下辖以下地区：
长边村、水头村、洪坂村、马州村、丹州村、洪塘村、下宫村、田址村、东珊村、颜厝村、宅前村、上洋村、路边村、巧山村、庵前村、后垅村、石牌村、下半林村、园中村、上溪村和长社农场。

## 交通
- 厦深铁路、龙厦铁路：漳州站

## 景点
白云岩景区：位于洪塘村。